# Asado negro

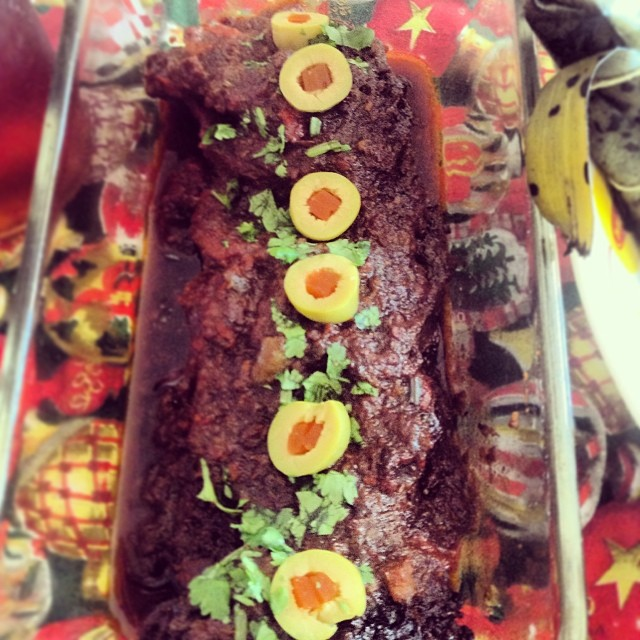
Asado Negro aceitunado.

El asado negro es una comida típica de Venezuela. El plato consiste en un corte de carne con forma cilíndrica, extraído de la parte trasera de la res (llamado popularmente "muchacho redondo"); que se prepara con especias y papelón (producto directo de la melaza de la caña de azúcar hervida y cuajada en forma de pasta). El papelón, junto al vino y el ají dulce, le da un tono oscuro y un sabor dulce.Su origen nace en la Caracas de la época colonial.
La elaboración de este plato venezolano tiene muchas variaciones; cada familia le da un toque que lo diferencia combinando las cantidades de los ingredientes según los gustos, adicionan vegetales o aceitunas, lo preparan desde el día anterior, otros lo condimentan al momento de cocinarlo, le agregan vino, ron o cerveza a la salsa.
Se suele acompañar con arroz cocido blanco y tajadas de plátano maduro fritas. Algunos suelen acompañarlo también con distintos tipos de ensalada, la más usual consistente en lechuga, rodajas de tomate y cebolla.
En algunos casos también puede formar parte del plato navideño en sustitución del tradicional pernil.